# オッシモ
オッシモ（伊: Ossimo）は、イタリア共和国ロンバルディア州ブレシア県にある、人口約1,500人の基礎自治体（コムーネ）。

## 地理

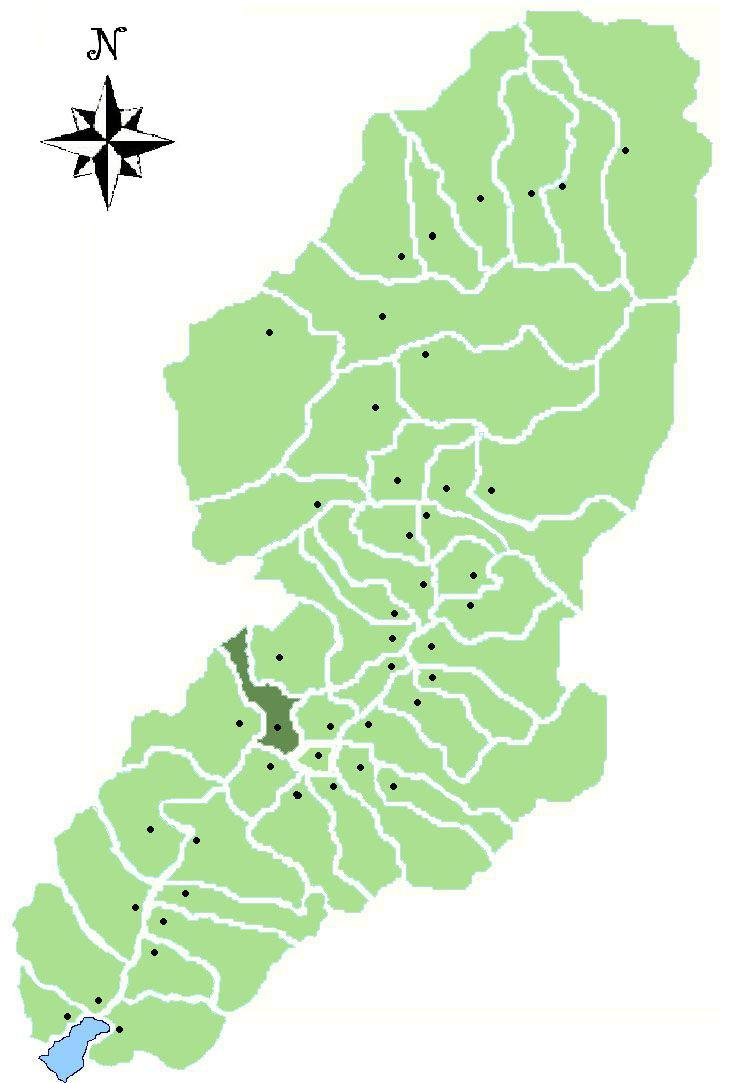
ヴァル・カモニカにおけるコムーネの領域

### 位置・広がり
ブレシア県のコムーネ。役場のあるオッシモ・スペリオーレ (Ossimo Superiore) の集落は、県都ブレシアから北へ45km、州都ミラノから北東へ97kmの距離にある。

#### 隣接コムーネ
隣接するコムーネは以下の通り。括弧内のBGはベルガモ県所属を示す。
| - ボルノ - チヴィダーテ・カムーノ - ローツィオ - マレーニョ - ピアンコーニョ - スキルパーリオ (BG) |

### 地震分類
イタリアの地震リスク階級 (it) では、3 に分類される
。

## 行政

### 山岳部共同体
広域行政組織である山岳部共同体「ヴァッレ・カモニカ山岳部共同体」 (it:Comunità montana di Valle Camonica) （事務所所在地: ブレーノ）を構成するコムーネの一つである。

## 文化・観光
世界遺産「ヴァルカモニカの岩絵群」を構成する物件のひとつ、Parco archeologico di Asinino-Anvòia が所在する。